# 東通インフィニティー
株式会社東通インフィニティー（とうつうインフィニティー、英: Totsu Infinity CO.,Ltd.）は、TBSアクト（旧東通）グループおよび関西東通傘下の技術プロダクション。テレビ番組・CMの編集・CGなどポストプロダクション業務を主に行う。

## 概要
関西東通（旧大阪東通→東通大阪支社）と東通エーヴィセンターと東通クリエイトの一連の経営統合において、2012年（平成24年）4月1日に制作とポスプロ事業の統合を目的に設立。
なお大親会社である東通は、2021年4月1日にTBSグループ・東通グループの傘下にあった技術関連会社12社と統合・合併による新会社・TBSアクト（TACT）への移行で消滅会社となったが、当社は社名変更されない。

## 主な担当作品
（凡例）太字：現在放映中または継続中〈特番の場合〉の番組、無：編集・MA・SEの全般担当、☆：編集のみ担当、★：MA・SEのみ担当、◎：CG担当。

### テレビ番組

#### 情報

##### 2012年4月〜
レギュラー番組
- おはよう朝日です（朝日放送テレビ 2012年4月〜）
- 上沼恵美子のおしゃべりクッキング（朝日放送テレビ、レジスタエックスワン 2012年4月〜）
- がんばれ!元気ッズ（朝日放送テレビ、ABCリブラ 2012年4月〜2017年9月）
- ココイロ（朝日放送テレビ、ABCリブラ 2012年4月〜）
- ごきげんライフスタイル よ〜いドン!「矢野・兵動の人気モン見学」（関西テレビ、クラッチ. 2012年4月〜2017年3月）
- キニナリーノ!（朝日放送テレビ 2012年4月〜）
- ごきげんライフスタイル よ〜いドン!「ロザンの発見!関西ワーカー」（関西テレビ、パワーステーション、ロボッツ 2012年4月〜2017年3月）
- 朝だ!生です旅サラダ（朝日放送テレビ、ABCリブラ 2012年4月〜）
- DRESS（毎日放送、クラッチ. 2012年4月〜2013年3月）
- 石田純一のシネマに乾杯（朝日放送テレビ、ABCリブラ 2013年10月〜）
- 教えて!ニュースライブ 正義のミカタ（朝日放送テレビ 2014年4月〜）
- みんなのニュース ワンダー（関西テレビ 2015年3月〜2017年3月）
- ごきげんライフスタイル よ〜いドン!「銀シャリの教えて!スゴ腕ワーカー」（関西テレビ、ロボッツ 2017年4月〜）

#### スポーツ

##### 2012年4月〜
レギュラー番組
- GAMBA TV〜青と黒〜（毎日放送  2012年4月〜）
- 原田伸郎のめざせパーゴルフIII（サンテレビ、ブリッジ 2012年4月〜）
- せやねん!「せやねんスポーツ!」（毎日放送 2012年4月〜）
- 戦え!スポーツ内閣（毎日放送 2016年10月〜）
- コヤぶるッ!SPORTS（関西テレビ 2017年10月〜）

単発・スペシャル番組
- みんなの甲子園（毎日放送 2012年4月〜）
- スタジオアリス女子オープン（読売テレビ 2012年4月〜）
- 全英への道 ミズノオープン（読売テレビ 2012年5月〜）
- TOTOジャパンクラシック（毎日放送 2012年11月〜）
- ダンロップフェニックストーナメント（毎日放送 2012年11月〜）
- 全国高等学校ラグビーフットボール大会（毎日放送 2012年12月〜）
- 大阪国際女子マラソン（関西テレビ 2013年1月〜）
- プロ野球No.1決定戦!バトルスタジアム（読売テレビ、東通企画 2015年1月〜）

#### バラエティ

##### 2012年4月〜
レギュラー番組
- 探偵!ナイトスクープ（朝日放送テレビ 2012年4月〜）
- 新婚さんいらっしゃい!（朝日放送テレビ 2012年4月〜）
- 本日はダイアンなり!（朝日放送テレビ、JAWS 2013年9月〜）
- バキバキ☆ビート!Ⅱ(サンテレビ、株式会社リアルム2015年10月〜2017年3月、2017年10月〜 技術協力)
- 〜オトナ度ちょい増しTV〜おとな会（毎日放送、えむき 2014年10月〜2018年3月）

単発・スペシャル番組

## 関連会社
- 関西東通
- 東通企画